# آی‌پی تی‌وی
آی‌پی تی‌وی یا «تلویزیون پروتکل اینترنت» ((به انگلیسی: Internet Protocol Television) IPTV)) (آی پی تی وی/IPTV) یکی از سرویس‌های تلویزیون پروتکل اینترنت (به انگلیسی: IPTV) است که مخاطبان را قادر می‌سازد با خریداری و اتصال یک ست تاپ باکس به دستگاه تلویزیون خود، به‌طور رایگان یا با پرداخت حق اشتراک ماهانه، از خدماتی مانند دسترسی به آرشیو فیلم‌ها و سریال‌ها، موسیقی، پخش زنده، خرید اینترنتی، بازی آنلاین، بانک آنلاین و غیره بهره‌مند شوند.
IPTV نام سامانه ای است که در آن با استفاده از پروتکل اینترنت بر روی یک زیرساخت شبکه، خدمات تلویزیون دیجیتال ارائه می‌شود. این خدمات می‌تواند توسط یک اتصال پهنای باند وسیع، در اختیار کاربر قرار گیرد. برخی کاربران، خدمات IPTV را به همراه خدمات ویدیویی یا اینترنتی مانند دسترسی به وب و VoIP دریافت می‌کنند. در دنیای تجارت، ترکیب VoIP ,IPTV و دسترسی به اینترنت (مخابرات) را Triple play (اجرای سه‌گانه) می‌نامند.
اگر به این خدمات، خدمات صوتی تلفن همراه نیز اضافه شود، به Quadruple play (اجرای چهارگانه) تبدیل می‌شود. معمولاً IPTV توسط یک عملگر با پهنای باند وسیع در یک زیرساخت شبکه بسته ارائه می‌شود.
این شبکه بسته همواره رقیب ارائه محتویات تلویزیون بر روی اینترنت بوده‌است. این نوع از ارائه خدمات را تلویزیون روی اینترنت یا تلویزیون اینترنتی می‌نامند.
در دنیای تجارت گاهی از IPTV برای ارائه تصاویر تلویزیونی روی شبکه LAN شرکت‌ها و شبکه‌های بازرگانی استفاده می‌شود.
شاید تعریف ساده‌تر از IPTV تصاویر تلویزیونی باشد که به جای آن که به فرمت عادی و توسط کابل پخش می‌شوند و توسط تکنولوژی شبکه‌های رایانه ای دریافت می‌شوند.

## تاریخچه
در سال ۱۹۹۴ بخش خبری شرکت پخش آمریکایی ABC با نام World news Now به عنوان نخستین برنامه تلویزیون بر روی اینترنت پخش شد که برای پخش آن از نرم‌افزار ویدئو کنفرانس CU–SeeMe استفاده شد.
در ژانویه ۱۹۹۸ شرکت رادیو اینترنتی Broadcast. com /AudioNet نخستین برنامه‌های تلویزیونی خود را توسط شبکه اینترنت از روی تلویزیون WFAA–TV پخش کرد و سپس در ۱۰ ژانویه ۱۹۹۸ پخش این برنامه‌ها را از تلویزیون KCTU- LP دنبال کرد.
در گذشته این فناوری به علت پهنای باند اندک شبکه‌های اینترنتی رشد چشمگیری نداشت اما طی سال‌های آتی به دلیل رشد چشمگیر پهنای باند و استفاده عموم مردم از شبکه اینترنت (بیش از ۱۰۰ میلیون خانوار) پیش‌بینی می‌شود صنعت IPTV دوران درخشانی را تجربه کند. بسیاری از رسانه‌های تلویزیونی در تلاش اند سیگنال‌های خود را از طریق اینترنت منتقل کنند و به راحتی در اختیار کاربر قرار دهند. در آینده کانال‌های IPTV به صورت رایگان در اختیار کاربران قرار می‌گیرند و برای دریافت آن‌ها تنها به یک اتصال اینترنت و وسیله‌ای که توسط اینترنت فعال می‌شود مانند iPod, HDTV (که به رایانه شخصی وصل می‌شوند) نیاز است و حتی یک گوشی موبایل با تکنولوژی 3G هم می‌تواند تصاویر تلویزیونی را از اینترنت دریافت کرده و پخش کند. همچنین رجوع کنید به: تلویزیون اینترنتی، تلویزیون تلفن همراه.
در دسامبر سال ۲۰۰۵، mariposaHD نخستین سرویس دهنده خدمات IPTV بود که تصاویر را در فرمت HDTV به خانه‌های کاربران برد. پرتال‌های وب متفاوتی دسترسی به کانال‌های IPTV که به صورت رایگان عرضه می‌شود را فراهم می‌آورند. عده‌ای وجود سریال‌های تلویزیونی که از طریق تبلیغات هزینه‌های خود را جبران می‌کنند مانند «سریال تلویزیونی گم شده» و «زنان خانه‌دار ناامید» را نشانه رواج هر چه بیشتر IPTV می‌دانند.
از آنجا که در IPTV از استانداردهای پروتکل اینترنت استفاده می‌شود، کاربران با پرداخت هزینه کمتری برنامه‌های مورد علاقه‌ خود را تماشا می‌کنند. استفاده از ستاپ باکس به همراه اتصالات اینترنت با پهنای باند وسیع تصاویر را با کیفیت و سرعت بسیار بیشتری به خانه‌ها می‌آورد. ISPها در حال ارتقا شبکه‌های خود هستند تا سرعت شبکه را بالاتر ببرند و استفاده از چند کانال تلویزیونی به صورت هم‌زمان و با کیفیت بالا را ممکن سازند.
در ژوئن ۲۰۰۶، Market News First MN1. com با فرمت HDTV و به صورت رایگان و زنده در دالاس پخش شد و بازار را تحت تأثیر قرار داد.

## گونه‌ها
در دنیای پر تغییر فناوری، مفهومی که از تعریف یک شاخه برداشت می‌شود به مرور زمان تغییر خواهد کرد. برای نمونه می‌توان به رشد سریع رایانه‌های شخصی و ابزارهای ارتباطی اشاره نمود. زمانی لپ‌تاپ‌ها کاملاً مجزا از موبایل‌ها بودند اما با معرفی گوشی‌های هوشمند و نوت بوک‌ها این تفاوت، شروع به کمرنگ شدن کرده‌است.
این دگرگونی هم‌اکنون، در جهان IP Video در حال وقوع است؛ جایی که مرزهای بین IPTV و OTT شروع به در هم شکستن می‌کند. در واقع با تعریفی که در فصل پیش از OTT ارائه کردیم می‌توانیم محتوای ویدئویی زیر مجموعه OTT را Internet Video بنامیم. منظور از Internet Video فیلم‌های ویدئویی است که کاربر می‌تواند بیشتر به صورت رایگان و طبق تمایل خود از طریق اینترنت آن‌ها را تماشا کند. اما مسئله اصلی این است که تعداد زیادی از خدماتی که از سال ۲۰۰۶ معرفی شده‌اند در هیچ‌یک از این دو دسته (Internet Video و IPTV) به‌طور کامل جای نمی‌گیرند. در ادامه برای درک بهتر مفهوم OTT به یک توضیح کوتاهی از آن پرداخته و سپس علاوه بر Internet Video دو شاخه تازه را به عنوان زیر مجموعه OTT معرفی می‌کنیم.

## OTT
OTT سرواژه Over The Top است. بیشتر ما هم‌اکنون بدون آنکه بدانیم در حال استفاده از خدمات OTT هستیم. به یک زبان ساده OTT به خدماتی گفته می‌شود که شما از طریق بستر شبکه Service Provider خودتان از آن‌ها استفاده می‌کنید. در اینجا برای درک بهتر یک نمونه آورده می‌شود: شما یک اشتراک اینترنت 3G از یک Service Provider دارید، همان اپراتوری که خط تلفن خودتان را از او خریداری و تماس‌های GSM و خدمات SMS خود را از او دریافت می‌کنید. حال اگر شما در بستر آن شبکه 3G از Skype یا هر یک از خدمات VoIP استفاده کنید تا به خدمات تماس و SMS ارزان‌تر و و رایگان دسترسی پیدا کنید، آنگاه Skype را می‌توان یکی از خدمات OTT به‌شمار آورد. نمونه دیگر Service provider در یک بسته خدماتی به مشتریان خود تلویزیون کابلی یا IPTV ارائه می‌کند. حال اگر کاربر این اپراتور از اشتراک اینترنت خود برای دریافت محتوای ویدئویی از تأمین کنندگانی مانند Netflix یا Amazon بهره ببرد در حقیقت خدمات ویدئویی خود را به جای روش مخابره‌ای (Broadcasting) به روش OTT دریافت کرده‌است. اکنون دقت کنید که Service provider که شما از اینترنت آن برای دسترسی به خدمات OTT استفاده می‌کنید هیچگونه کنترل، حق، مسئولیت و ادعایی نمی‌تواند داشته باشد. دلیل این امر آنست که کاربر باید برای هر گونه استفاده‌ای از اینترنت که تمایل دارد آزاد باشد. اپراتور شبکه فقط بسته‌های IP را از مبدأ تا مقصد حمل می‌کند. اپراتور می‌تواند از محتوای بسته‌ها مطلع شود ولی هیچ کار دیگری نمی‌تواند در رابطه با آن بکند. اینکه یک کاربر به چه طریق ممکن است محتواهای ویدئویی را به روش OTT و در بستر اینترنت تماشا کند بستگی به تصمیم او در انتخاب روش‌های متنوع موجود در بازار دارد. همان‌طور که در ابتدای این فصل عنوان کردیم ما OTT را به سه زیرشاخه تقسیم می‌کنیم و سپس این سه شاخه را با یکدیگر و با IPTV مقایسه می‌کنیم.

## پروتکل‌ها
IPTV هم تصاویر تلویزیونی زنده (چند رسانه‌ای) و هم تصاویر تلویزیونی ذخیره شده (بر پایه درخواست افراد) یا VOD را پخش کنند. برای برگرداندن تصویر و مرور دوباره آن یا به رایانه نیاز داریم یا یک جعبه تنظیم که به تلویزیون وصل می‌شود. تصاویر در فرمت‌های انتقالی MPEG۲ یا MPEG۴ پخش می‌شوند و در صورتی که زنده باشند توسط IP Multicast و در صورتی که به صورت ذخیره شده پخش شوند (VOD) توسط IP Unicast منتقل می‌شوند. در سامانه Multicast IP اطلاعات به‌طور هم‌زمان به چندین رایانه ارسال می‌شوند. فرمت تازه با نام MPEG 4) H.264/MPEG-4 AVC) به سرعت جای خود را به فرمت MPEG ۲ داده‌است.
در سامانه‌های IPTV که بر پایه استانداردها تولید می‌شوند پروتکل اصلی مورد استفاده برای:
تصاویر تلویزیونی زنده، نسخه شماره ۲ IGMP است که اتصال به کانال تلویزیونی را ممکن می‌سازد و امکان تغییر کانال تلویزیونی را فراهم می‌آورد.
تصاویر تلویزیونی ذخیره شده VOD) RTSP) است.
امروزه در کنار IPTV تصاویر تلویزیونی از طریق کابل ماهواره و کابل‌های زمینی دریافت می‌شوند. با این وجود، کابل را می‌توان دو طرفه کرد و از آن برای انتقال IPTV نیز استفاده نمود.

## آزمایش و تحلیل امنیتی IPTV
پلاتفرم تحلیل امنیتی و تست (تست‌های شخص ثالث موجود و اسکیر پست‌هایی مانند PROTOS, Nessus را به صورت خودکار انجام می‌دهند. مشکل اصلی موجود در زمینه تست IPTV و تحلیل امنیتی آن مربوط به عمومیت ابزارهایی نظیر Nessus, Protos است که به‌طور اختصاصی برای IPTV طراحی نشده‌است. تعریف معیارهای امنیتی مناسب، تعریف پارامترهای اصلی برای ارزیابی کیفیت (نظیر کیفیت سرویس، تأخیر شبکه، کیفیت تصویر و …) از جمله چالش‌های پژوهشی این موضوع به‌شمار می‌روند که فعالیت‌های دانشگاهی مختلفی در داخل کشور ایران بر روی این مسئله انجام شده‌است. آزمایشگاه شبکه‌های رایانهی دانشکده رایانه دانشگاه علم و صنعت ایران که یکی از واحدهای پژوهشکده فناوری اطلاعات این دانشگاه است، با تمرکز بر روی شبکه‌های نسل آینده و سرویس‌های آن، پروژه‌های پژوهشی را با عناوین مرتبط با موضوع تست] و امنیت IPTV انجام داده‌است که فهرست کلی آن بر روی سایت آن موجود است. هر چند موضوع پژوهشی اصلی مورد علاقه آزمایشگاه شبکه‌های رایانهی دانشکده رایانه دانشگاه علم و صنعت ایران بر روی امنیت شبکه‌های نسل آینده است ولی موضوعات پژوهشی نظیر کیفیت سرویس در حوزه چندرسانه‌ای نیز در میان پایان‌نامه‌های کارشناسی ارشد و کارشناسی این آزمایشگاه وجود دارد که متن کامل آن‌ها بر روی سایت این آزمایشگاه موجود است.

## خوبی‌ها
پلتفرم‌های IP محور مزایای زیادی دارند و می‌توانند تلویزیون را به بقیهٔ خدمات IP محور مانند اینترنت پر سرعت و VoIP وصل کنند.
شبکه‌های IP سوئیچ‌دار هم اطلاعات را در حجم وسیع و با سرعت بالا عرضه می‌کنند با استفاده از فناوری پخش تلویزیونی در شبکه‌های ماهواره‌ای یا تلویزیونی معمولی تصاویر به سرعت در اختیار کاربرد قرار می‌گیرد و وی با استفاده از جعبهٔ تنظیم می‌تواند کانال‌های مورد علاقهٔ خود را پیدا کند. در واقع کاربر می‌تواند تنها از میان کانال‌های تلویزیونی که شرکت ماهواره‌ای یا تلویزیونی توانسته توسط «کابل» به خانه‌اش منتقل کند کانال مورد نیاز خود را یافته و تصاویر «تلویزیونی» را روی آن تماشا کند.
عملکرد شبکهٔ IP سوئیچ دار متفاوت است اطلاعات روی شبکه باقی می‌مانند و تنها اطلاعاتی که مشتری انتخاب می‌کند به صورت تصاویر تلویزیونی در منزل وی پخش می‌شود. در این صورت پهنای باند مصرف نمی‌شود و حق انتخاب مشتری به ابعاد «کابلی» که وارد خانه‌اش می‌شود محدود نمی‌شود.
از مزایای دیگر IPTV می‌توان به امکان استفاده از برنامه‌های نرم‌افزاری با قابلیت‌های جالب اشاره کرد که می‌توانند برنامه‌های تلویزیونی را براساس عنوان یا پدیدآورنده اثر جست‌وجو کنند یا قابلیت تماشای برنامه‌ها به صورت تصویر در تصویر را فراهم آورند. در قابلیت تصویر در تصویر فرد می‌تواند بدون خارج شدن از کانال کنونی به «گشت و گذار در بقیهٔ کانال‌ها» بپردازد و به سرعت و بدون تأخیر کانال‌ها را تعویض کند که این مسئله مزیت بزرگی محسوب می‌شود چرا که در انواع دیگر خدمات پهنای باند دیجیتال تعویض کانال‌های تلویزیونی با تأخیر اندکی صورت می‌گیرد.

## جذابیت
یک پلتفرم IP قابلیت‌های فراوانی را در اختیار کاربر قرار می‌دهد و تماشای برنامه‌های تلویزیونی را کاملاً جذاب و شخصی می‌کند. برای نمونه کاربر در هنگام تماشای یک مسابقهٔ فوتبال می‌تواند آمار مربوط به موفقیت بازیکن فوتبال را تماشا کند یا حتی در مواردی زاویهٔ دوربین را تغییر دهد. همچنین از طریق رایانهٔ شخصی به تصاویر و موسیقی‌های تلویزیونی دسترسی پیدا کند یا با استفاده از یک تلفن بی‌سیم برنامهٔ مورد علاقه‌اش را در زمان مناسب ضبط کند. حتی کاربر می‌تواند زمانی که در منزل حضور ندارد تنظیمات لازم را برای فرزندان خود انجام دهد و برای نمونه یک برنامهٔ مستند در مورد مدرسه را برای آنان نمایش دهد.

## ویدئو هنگام درخواست
ویدئو هنگام درخواست یا VoD سرواژهٔ Video on Demand (برنامهٔ ویدئویی مورد نیاز ضبط شده) است. این قابلیت به فرد امکان می‌دهد تا در کاتالوگ یک فیلم آنلاین به جست‌وجو بپردازد در میان فیلم‌ها به جست‌وجو بپردازد و فیلم مورد نظر خود را انتخاب کند. فیلمی که فرد آن را انتخاب کرده‌است به سرعت بر روی تلویزیون یا رایانه شخصی (PC) وی اجرا می‌شود.
از لحاظ فنی به محض آنکه فرد فیلم را انتخاب می‌کند بین رمز گشایی مشتری، (رایانه شخصی یا جعبه تنظیم) و سرور سامانهٔ ارائه‌دهندهٔ خدمات اتصال نقطه به نقطه‌ای برقرار می‌شود. قابلیت‌های کار با فیلم (مانند عقب و جلو بردن فیلم یا ثابت کردن آن و غیره) توسط RTSP (پروتکل اجرا در زمان حقیقی) انجام می‌شوند.
مهم‌ترین کدک‌های به کار رفته برای VoD عبارتند از VC-1, MPEG4, MPEG۲.
برای جلوگیری از فاش شدن محتویات برنامه‌ها برای افراد غیرمجاز محتویات VoD (فیلم‌ها) معمولاً رمزگذاری می‌شوند.

## فشردگی مناسب‌تر
در IPTV در مقایسه با تلویزیون‌های دیجیتالی FTA از قابلیت‌های فشرده‌سازی کارآمدتری استفاده می‌شود که در نتیجهٔ آن فایل‌های با حجم کمتر و تصاویر تلویزیونی با کیفیت مناسب‌تر ایجاد می‌شوند.

## اجرای سه‌گانه (Triple play)
معمولاً تصاویر تلویزیون توسط کابل تلویزیون یا آنتن دریافت می‌شوند و در سامانه‌های تلفنی از فناوری دیگری به نام («سامانهٔ تلفن‌های قدیمی ساده») استفاده شده و اینترنت نیز هر دو طریق قابل دسترسی بوده‌است. امروزه متخصصان امر هر سه قابلیت را به صورت یکجا عرضه کرده‌اند که از لحاظ اقتصادی بسیار مقرون به صرفه تر است.
سامانه مخابرات اجرای سه‌گانه (Triple play) در زبان متخصصین ارتباطات به معنای ارائه سامانه‌های تلفنی داده و ویدئویی تنها از طریق یک اتصال است.
در سامانهٔ اجرای سه‌گانه، تلفن و تلویزیون از پروتکل‌های اینترنت (به ترتیب پروتکل‌های صدا بر روی IP و IPTV) پیروی نمی‌کنند و بیشتر آن‌ها هنوز تلفن را به صورت آنالوگ در اختیار کاربران قرار می‌دهند. با این وجود تلویزیون بر روی اتصالات تلفن همراه از نوعی IPTV استفاده می‌کند که با فناوری DSL سازگاری دارد. سامانهٔ ارتباطی اجرای چهارگانه (Quad) به بسته اجرای چهارگانه و تلفن سیار اشاره دارد، اگر چه این سامانه بیشتر یک بسته محصولات شبیه است تا اشتراک اطلاعات روی یک اتصال.

## خدمات یکپارچهٔ IPTV
یکی دیگر از مزایای شبکه‌های IPمحور امکان یکپارچه‌سازی این شبکه‌ها با شبکه‌های دیگر است. در سامانهٔ خدمات یکپارچه خدمات موجود به گونه‌ای با یکدیگر تعامل می‌کنند که در نهایت خدمات تازه‌ای را در اختیار کاربر قرار می‌دهند. از نمونه‌های بسیار خوب می‌توان به سامانهٔ مزاحم‌یاب تلفنی – تلویزیونی (Caller ID) اشاره کرد که شمارهٔ تماس فرد را روی صفحهٔ تلویزیون نماش می‌دهد (و یا آن را به پست الکترونیک فرد و غیره ارسال می‌دارد). خدمات IP محور به کاربران اجازه می‌دهد تا از هر مکان و در هر زمانی اطلاعات را بر روی صفحهٔ تلویزیون، رایانه یا تلفن همراه خود تماشا کنند و در صورت نیاز این خدمات را به صورت یکپارچه درآورند. ارائهٔ سرویس‌های تعاملی در بستر IPTV نیز موضوع جالب دیگری است که سبب جذب کاربران می‌شود. تعدادی از مهم‌ترین سرویس‌های تعاملی موجود در این حوزه شامل محتوای درخواستی (موسیقی، ویدئو و صدا)، دسترسی به اینترنت از طریق تلویزیون، اخبار اختصاصی، خرید تلویزیونی، بازی تلویزیونی و تحت شبکه، تبلیغات بر پایهٔ سلیقهٔ بیننده، سامانهٔ هشدار، تلتکست دیجیتال، شبکه‌های اجتماعی و سرویس‌های متنوع دیگری است که بر پایهٔ نوع کاربران و بازار هدف محصول مورد نظر قرار می‌گیرد.

## محدودیت‌ها
از آنجا که IPTV بر پایهٔ پروتکل اینترنت (IP) کار می‌کند، در صورتی که سرعت اتصال IPTV به اندازهٔ کافی نباشد، تأخیرهایی را در پخش ایجاد می‌نماید. هم‌اکنون، بیشتر سامانه‌های IPTV خدمات HDTV را ارائه نمی‌دهند در حالی‌که بیشتر سامانه‌های تلویزیون دیجیتال مانند DVB از این خدمات پشتیبانی می‌کنند. با توجه به توسعهٔ شبکه‌های دسترسی باند پهن در کشور ایران، ارائهٔ سرویس‌های تصویری که کیفیت تضمین شدهٔ زیرساخت را نیاز دارند، امکان‌پذیر شده‌است. هم‌اکنون، پهنای باند عمومی قابل ارائه از طریق شبکه‌های ADSL در ایران بیش از ۶ مگابیت بر ثانیه است که برای ارائهٔ سرویس‌های تصویری حتی با کیفیت HD نیز کفایت می‌کند. محدودیت دیگر موجود در توسعهٔ سامانهٔ IPTV در کشور ایران مربوط به استقلال سازمان‌های مربوط به تولید محتوا از سازمان‌های متولی شبکهٔ زیرساخت است.

## در جهان
مؤسسهٔ تحلیلی Point Topic با انتشار گزارشی اعلام کرد: متوسط میزان نفوذ باند وسیع در آسیای شرقی ۴۶ درصد و در منطقهٔ خاورمیانه و آفریقا ۲۰ درصد است و به‌طور میانگین در کل جهان این رقم به ۴۰ درصد می‌رسد. در میان کشورهای مختلف دنیا آمریکای شمالی با ضریب نفوذ ۷۹ درصدی و ۱۰۵ میلیون و ۲۲۲ هزار و ۳۱ مشترک تا پایان سه ماه دوم سال ۲۰۱۲ در صدر قرار داشت و پس از آن اروپای غربی با ضریب نفوذ ۷۷ درصدی و ۱۲۹ میلیون و ۲۱۳ هزار و ۳۴۳ مشترک، سپس آسیا-اقیانوسیه با ۷۶ میلیون و ۶۴۳ هزار و ۱۸۹ مشترک با ضریب ۴۶ درصدی، آمریکای لاتین با ۴۷ میلیون و ۵۹۰ هزار و ۳۳۵ مشترک و ضریب نفوذ ۳۵ درصدی، جنوب و شرق آسیا با ۱۸۹ میلیون و ۳۰۵ هزار و ۷۵۹ مشترک با ضریب نفوذ ۲۶ درصدی و خاورمیانه با ۲۰ میلیون و ۶۶ هزار و ۹۴۵ مشترک و ضریب نفوذ ۲۰ درصدی قرار گرفتند.
در میان ۲۰ کشور برتر در زمینهٔ توسعهٔ باند وسیع کشورهایی مانند برزیل با رشد ۱۷٫۳ درصد نسبت به سال گذشته، مکزیک با رشد ۸٫۱ درصد و ترکیه با رشد ۷٫۷ درصد قرار دارند. در بین ۱۰ کشور برتر در زمینهٔ توسعهٔ IPTV نیز تعداد مشترکان در کشور روسیه در سه‌ماههٔ دوم سال ۲۰۱۲ نسبت به سه ماه نخست با رشدی ۱۷ درصدی بیشترین رشد را داشته‌است. در بین کشورها نیز چین با ۱۶ میلیون ۲۷۵ هزار مشترک IPTV با نرخ رشد ۷ درصدی قرار دارد و پس از آن فرانسه، آمریکا و کرهٔ جنوبی با تعداد مشترکان به ترتیب ۱۲ میلیون و ۷۸۸ هزار، ۹ میلیون و ۶۶۲ هزار و ۲۳۴ و ۵ میلیون و ۶۹۵ هزار و ۲۲۶ قرار دارند. در این میان، ۶۰ درصد از سیم مسی، ۱۹ درصد از کابل، ۱۵ درصد از FTTx‏، ۳ درصد از FTTH‏، ۲ درصد از فناوری‌های بی‌سیم ثابت، ۱ درصد از دیگر فناوری‌ها و بخش ناچیزی از ماهواره برای دسترسی به باند وسیع ثابت استفاده می‌کنند.

## در ایران
گرچه فناوری تلویزیون اینترنتی (IPTV) در دنیا موضوع چندان تازه‌ای نیست و بسیاری از کشورهای پیشرفته، در حال توسعه و حتی جهان سومی، چند سالی است که از آن بهره می‌برند، اما این موضوع در کشور ما از سال ۱۳۸۰ در گام اول راه‌اندازی؛ یعنی ارائهٔ مجوز به شرکت‌های خصوصی زمان زیادی را صرف کرد. برخی از کارشناسان مشکل عدم توسعهٔ تلویزیون اینترنتی در کشور را نبود متولی و مرجعی مشخص برای نظارت بر محتویات آن دانسته‌اند و معتقدند که کشمکش‌های بین سه نهاد وزارت ارتباطات، وزارت ارشاد و سازمان صدا و سیما بر سر مستولی شدن بر این پروژه، توسعهٔ آن را تا به امروز به تعویق انداخته‌است.
در سال ۹۴، در یک فراخوان عمومی سازمان صدا و سیما اعطای نمایندگی IPTV را اعلام کرد که پس از بررسی اسناد شرکت‌کنندگان در فراخوان، ۵ شرکت انتخاب شد و نمایندگی سازمان در ارائهٔ خدمات IPTV به آن‌ها اعطا شد.
این شرکت‌ها دیگر نیازی به دریافت مجوز از وزارت ارتباطات یا وزارت ارشاد را برای خدمات‌دهی ندارند، اما شرکت‌هایی که دسترسی به شبکهٔ ارتباطی برای ارائهٔ این خدمات را ندارند باید در قالب همکاری با بخش خصوصی، شبکهٔ مورد نیاز خود را تأمین کنند. در سال ۱۳۹۱ وبگاه تلوبیون به عنوان نخستین سرویس پخش زندهٔ اینترنتی توسط شرکت سیما رایان شریف (بخش خصوصی) راه‌اندازی شد و در سال ۱۳۹۳ آرشیو کامل صدا و سیما به این محصول اضافه گردید و اپلیکیشن تلفن همراه تلوبیون عرضه گردید. سال ۱۳۹۴ شرکت «توسعهٔ سامانهٔ به هنگام غدیر» با نام آی‌سیما، باران تلکام با نام آیو (مالکیت خصوصی)، به‌سیما با نام شبکهٔ فرا (مالکیت خصوصی)، شرکت تراشهٔ سبز تهران (مالکیت خصوصی) تحت نام تیوا و شرکت گسترش سامانه‌های هوشمند آسمان ابتدا تحت عنوان کنسرسیوم آسمان با نام تجاری فام، شرکت باران تلکام با نام تجاری آیو و همچنین شرکت ایرانسل با برند لنز، موفق به دریافت نمایندگی عرضهٔ خدمات صوت و تصویر فراگیر سازمان صداوسیما شدند و فعالیت خود را در حوزهٔ IPTV آغاز کرد. این شرکت‌ها نه تنها با سازمان صدا و سیما بلکه با همهٔ سازمان‌ها و نهادهای ذی‌نفع و پدیدآورندگان محتوا و خدمات در این حوزه نیز همکاری و تعامل گسترده‌ای دارند.
این شرکت‌ها خدمات پخش زنده، ویدیو و صوت درخواستی و مجموعه‌ای از خدمات ارزش افزوده مانند بازی و سرگرمی، سلامت، تجارت الکترونیک و بانکداری و همچنین آموزش مجازی و سایر خدمات دیگر مبتنی بر پروتکل اینترنت را برای کاربران در سراسر جهان فراهم کرده‌است.
- فهرست شبکه‌های تلویزیونی اینترنتی فارسی

### دولت دوازدهم
وزیر ارتباطات و فناوری اطلاعات در واکنش به طرح پیشنهادی کمیسیون فرهنگی مجلس در انحصار صدور مجوز و مقررات صوت و تصویر در فضای مجازی برای صداوسیما تصریح کرد، یکی از پیامدهای این انحصار توقف رشد تولید محتوا در شبکهٔ ملی اطلاعات است.
کمیسیون فرهنگی مجلس مادهٔ چهار طرح خط مشی، اداره و نظارت بر سازمان صداوسیما را تصویب کرد که براساس آن «مسئولیت صدور مجوز و تنظیم مقررات صوت و تصویر فراگیر در فضای مجازی و نظارت بر آن منحصراً برعهدهٔ سازمان صداوسیماست و در صورت تصویب در جلسهٔ علنی مجلس، اجرایی می‌شود.»
این مسئله با واکنش وزیر ارتباطات و فناوری اطلاعات همراه شد، به طوری که وی بامداد امروز (دوشنبه) مخالفت خود را با این اقدام کمیسیون فرهنگی مجلس در توییتی اعلام کرد.
محمدجواد آذری جهرمی در گفت‌وگویی به تشریح چرایی مخالفت خود با این انحصار پرداخت و گفت: صدا و سیما اعتقاد دارد به دلیل آنکه پخش تلویزیونی (برودکست) براساس قانون اساسی به صورت انحصاری در اختیار این سازمان است، در فضای مجازی (برادبند) نیز باید این ظرفیت برای آن‌ها فراهم باشد؛ همچنین مدعی‌اند هرگونه پخش صوتی و تصویری در فضای مجازی باید تحت مدیریت و تحت نظارت و مقررات این سازمان انجام شود.
وی با بیان اینکه صدا و سیما به این رویکرد معتقد بوده و پیگیر آن است، گفت: البته دربارهٔ عبارت صوت و تصویر فراگیر اشاره شده در طرح پیشنهادی کمیسیون فرهنگی مجلس شورای اسلامی، اگر ناظر به تلویزیون باشد، به دلیل الزامات قانونی خدشه‌ای به آن وارد نیست؛ اما اکنون مدیران صداوسیما تفسیری فراتر نسبت به این موضوع دارند و حتی برخی مواقع در مراجع قضایی نسبت به فعالان بخش خصوصی فعال در این عرصه نیز شکایت‌هایی را مطرح می‌کنند.
وی ادامه داد: مدیران صداوسیما برنامه‌های ویدئویی درخواستی ضبط شده (VOD) را نیز شامل این مسئله می‌دانند، در صورتی که بین تلویزیون اینترنتی (IPTV) و برنامه‌های ویدئویی درخواستی ضبط شده (VOD) تفاوت‌های ماهوی وجود دارد و محتواهای کاربر محور (UGC) نیز به‌طور کامل از بحث VOD و IPTV متفاوت است.
آذری جهرمی افزود: برداشت صداوسیما از لفظ صوت و تصویر فراگیر آن است که محتواهای کاربر محور (UGC)، برنامه‌های ویدئویی درخواستی ضبط شده (VOD) و تلویزیون اینترنتی (IPTV) به همراه کانال‌های رسانه‌ای بالای پنج هزار عضو نیز جزو صوت و تصویر فراگیر است و باید تحت نظر آن‌ها باشد.
وی بر مشخص شدن تعریف دقیق مصادیق تأکید کرد و گفت: دیدگاه ما این است که این انحصار فقط باید محدود به همان بحث تلویزیون اینترنتی (IPTV) باشد.

##### دولت سیزدهم
در سال ۱۴۰۱ تنها سه شرکت ایرانسل با نام تجاری لنز، آسمان با نام تجاری فام و تراشه سبز با نام تجاری تیوا موفق به اخذ مجوز فعالیت رسانه صوت و تصویر فراگیر سازمان صدا و سیمای جمهوری اسلامی ایران شدند.
تفاوت iptv با تلویزیون سنتی
برای علاقمندان به فوتبال بازبینی صحنه گل‌های زده شده، صحنه‌های تعیین‌کننده و تأثیرگذار مانند گل، پنالتی، اخراج و جریمه کردن اشتباهی یک بازیکن به جای بازیکن خطا کار و … بسیار حائز اهمیت است. در صورتی که یکی از این صحنه‌ها را از دست دادید اصلاً نگران نباشید چرا که راهکاری برای این مشکل وجود دارد. در سیستم iptv، در صورت از دست دادن هر یک از این صحنه‌ها، کاربر می‌تواند با کشیدن آیکون پلیر به عقب، بازی را به عقب برگرداند و صحنه از دست رفته را برای بارها تماشا کند.